# Taylor Gunman
Taylor Karl Gunman (Takapuna, 14 maart 1991) is een Nieuw-Zeelands wielrenner anno 2018 rijdt voor Madison Genesis. In 2015 won het hij Oceanisch kampioenschap wielrennen op de weg voor eliterenners en het eindklassement van de UCI Oceania Tour.

## Overwinningen
2014
 Nieuw-Zeelands kampioen tijdrijden, Elite
2015
Eindklassement New Zealand Cycle Classic
 Oceanisch kampioen op de weg, Elite
UCI Oceania Tour

## Ploegen
- 2011 –  PureBlack Racing
- 2014 –  Avanti Racing Team
- 2015 –  Avanti Racing Team
- 2016 –  Madison Genesis
- 2017 –  Madison Genesis
- 2018 –  Madison Genesis

Beckinsale · Clark · Cooper · Davis · Donnelly · Dyball · Fetch · Flakemore · Giacoppo · Gunman · Haig · Jones · Law · Lovelock-Fay · O'Brien · Robinson · van der Ploeg
Atkins · Cuming · Gunman · Handley · Holmes · Horton · McEvoy · Mundy · Pym · Rowsell · Swift · van der Ploeg